# Fluted Rock
Der Fluted Rock (von englisch fluted ‚geriffelt, gerillt‘) ist eine säulenartige Klippe vor der Küste des ostantarktischen Enderbylands. Der Felsen ragt an der Nordostseite der Spooner Bay auf.
Luftaufnahmen, die 1956 im Rahmen der Australian National Antarctic Research Expeditions (ANARE) entstanden, dienten seiner Kartierung. Wissenschaftler einer weiteren ANARE-Kampagne besuchten ihn im Februar 1961 mit dem Forschungsschiff Thala Dan. Sie benannten ihn deskriptiv seinem zerfurchten Gestein, das insbesondere seewärts sichtbar ist.